# Muhammad ibn al-Qasim

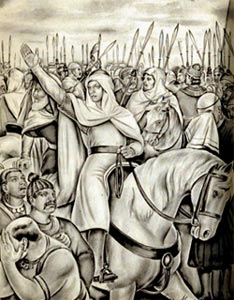
Muhammad ibn al-Qasim begroet zijn troepen, geïdealiseerde hedendaagse voorstelling.

Muhammad ibn al-Qasim al-Thaqafi (Arabisch: محمد بن قاسم, Muḥammad ibn Qāsim; Taif, 31 december 695 - Mosoel, 18 juli 715) was een Arabische veldheer in dienst van de Omajjaden, die militaire expedities naar Voor-Indië leidde. Ibn al-Qasim veroverde het gebied rond de monding en benedenloop van de Indus, ongeveer de huidige Pakistaanse provincies Sindh en het zuiden van Punjab. Hij legde daarmee de basis voor het bewind van islamitische heersers in het noorden van India.

## Levensloop
Ibn al-Qasims verloor zijn vader op jonge leeftijd en werd opgevoed door diens broer, zijn oom Al-Hajjaj ibn Yusuf, die gouverneur van Basra was. Ibn al-Qasim trouwde met Ibn Yusufs dochter Zubaidah, zijn nicht. Op aanraden van zijn machtige oom werd Al-Qasim benoemd tot gouverneur van Perzië, waar hij een opstand neersloeg.

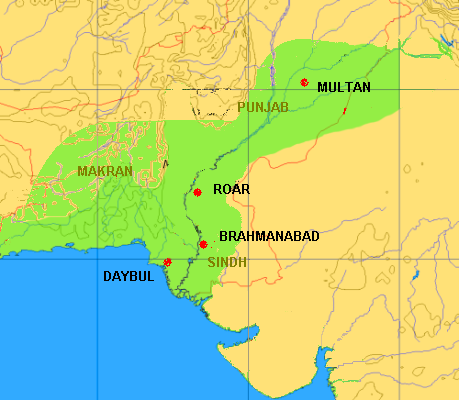
Het gebied dat door Ibn al-Qasim voor de Omajjaden werd veroverd.

De Omajjaden waren al langer van plan de macht over de monding van de Indus in handen te krijgen, vanwege de toegang die dit tot de handelsroutes naar Centraal-Azië en India bood. Een eerdere expeditie was echter mislukt. De planning van de nieuwe expeditie werd geregeld door Al-Qasims oom Ibn Yusuf. Al-Qasim, 29 jaar oud, vertrok in 710 met een leger van 6000 cavalerie en groepen voetsoldaten uit Shiraz naar het oosten. Aan de grens van het Arabische rijk, in de Makran, voegden zich nog eens 6000 kameelrijders en andere troepen bij Al-Qasims leger. In de Makran moest Al-Qasim eerst een aantal opstandige steden veroveren, om daarna door te stoten naar de Sindh, waar hij de havenstad Debal veroverde. Al-Qasim liet de stad in opdracht van zijn oom plunderen en de tempels vernietigen. Nu de haven van Debal in Arabische handen was, kon Al-Qasim versterkingen over zee laten aanvoeren, waaronder vijf katapulten.
Al-Qasim trok nu op naar het noorden. Wanneer hij gebied veroverde liet hij er moskeeën bouwen op de plek van tempels en verzocht hij de lokale bevolking zich tot de islam te bekeren, maar hij behandelde de hindoeïstische en boeddhistische bevolking alsof ze "ahl al-kitaab" (mensen van het boek) waren. Aangezien die religieuze tolerantie volgens de islam alleen aan christenen, joden en zoroastriërs voorbehouden is, was dit een pragmatische keuze, omdat de Arabieren met te weinig waren om een vijandige bevolking lang onder de duim te houden. Wel bleef Al-Qasim bij zijn veroveringen plunderen en slaven maken, waarbij telkens een vijfde deel van de buit naar zijn oom en de kalief in Damascus gestuurd werd.
Al snel groeide zijn leger met lokale Jats en Meds, die werden aangetrokken door het vooruitzicht van de buit die in de Punjab gewonnen kon worden. De radja van Sindh, Raja Dahir, verzamelde ondertussen een leger aan de oostzijde van de Indus. In 711 kwam het tot een veldslag bij de stad Rohri aan de Indus, waarbij Raja Dahir sneuvelde. Al-Qasim nam daarop de hoofdstad van Sindh, Brahmanabad, in en was nu onbetwist heerser van Sindh. Hij trok verder naar het noorden, waar hij weinig tegenstand ondervond bij de inname van de steden Aror (tegenwoordig Sukkur) en Multan. Meestal werd na een belegering van een paar weken een overeenkomst gesloten met de handelaarsgilden in de steden, waarna Al-Qasim zonder slag of stoot de stad kon innemen. Wanneer wel verzet geboden werd, was Al-Qasim meedogenloos. In zulke gevallen liet hij duizenden burgers afslachten na afloop van de strijd. Gewapende mannen werden gedood en hun vrouwelijke familieleden tot slaaf gemaakt.
Al-Qasim stuurde gezanten naar de omringende koninkrijken, die de heersers verzochten zich tot de islam te bekeren. In de 8e eeuw behoorde Saurashtra, het gebied ten zuidoosten van de Sindh, tot het rijk van de Rashtrakuta's. Al-Qasim slaagde erin een vredesverdrag met dit rijk te sluiten. Meer moeite had Al-Qasim met de Rajputs in het oosten, die hij nooit wist te onderwerpen. Een leger van 10.000 ruiters werd naar de stad Kannauj gestuurd om de lokale heerser te verzoeken zich aan de Omajjaden te onderwerpen.
Muhammad ibn al-Qasim was bezig verdere veroveringen in India voor te bereiden, toen in 714 zijn invloedrijke oom Al-Hajjaj ibn Yusuf stierf, gevolgd door de dood van kalief Al-Wahid I. De nieuwe kalief, Sulaiman ibn Abd al-Malik, was een politieke vijand van Al-Hajjaj. Hij onthief direct Al-Hajjajs legerleiders Al-Qasim en Qutaiba ibn Muslim van hun taken en vervolgde Al-Hajjajs voormalige vrienden. Als nieuwe gouverneur van de door Al-Qasim veroverde gebieden stelde hij Yazid ibn al-Muhallab aan, die eerder door Al-Hajjaj gevangengezet en gemarteld was. Deze Al-Muhallab liet Al-Qasim onmiddellijk gevangen zetten.

## Gevolgen
De grote militaire successen van Al-Qasim waren ten dele te danken aan het feit dat zijn leger superieur was aan dat van de radja van Sindh. Niet alleen had Al-Qasim de beschikking over beter wapentuig, zoals belegeringstuig en Mongoolse bogen, ook was zijn leger zeer goed gemotiveerd vanwege de overtuiging voor het geloof te strijden (jihad) en door god gesteund te worden. Daarnaast was Raja Dahir een onpopulaire vorst, die op dubieuze wijze aan de troon gekomen was. Dit maakte hem onpopulair onder de bevolking en lokale machthebbers, die soms naar Al-Qasim overliepen.
Hoewel Al-Qasim niet lang over Sindh regeerde, hadden zijn veroveringen tot gevolg dat Sindh tot het Arabische rijk, en daardoor op den duur tot de islamitische wereld, ging behoren. Onder Arabische heerschappij steeg het aantal moslims onder de bevolking langzaam, ook onder invloed van soefi's die vanuit het Midden-Oosten naar Sindh reisden. Ook vond in de Arabische kolonie een culturele uitwisseling tussen het Midden-Oosten en India plaats.
Na de dood van Al-Qasim volgde een onrustige periode. Rond 870, ten tijde van de Abbasiden, verklaarden de lokale gouverneurs (amirs) van het gebied zich onafhankelijk van het Arabische rijk. Het zou echter tot de 11e eeuw duren voor de islam zich dieper naar het oosten en noorden kon verspreidden, dankzij de veldtochten van de Turks-Perzische veroveraar Mahmud van Ghazni.